# Balta (Dakota del Norte)
Balta es una ciudad ubicada en el condado de Pierce en el estado estadounidense de Dakota del Norte. En el censo de 2010 tenía una población de 65 habitantes y una densidad poblacional de 101,2 personas por km².

## Geografía
Balta se encuentra ubicada en las coordenadas 48°9′58″N 100°2′12″O / 48.16611, -100.03667. Según la Oficina del Censo de los Estados Unidos, Balta tiene una superficie total de 0.64 km², de la cual 0.57 km² corresponden a tierra firme y (11.29%) 0.07 km² es agua.

## Demografía
Según el censo de 2010, había 65 personas residiendo en Balta. La densidad de población era de 101,2 hab./km². De los 65 habitantes, Balta estaba compuesto por el 100% blancos, el 0% eran afroamericanos, el 0% eran amerindios, el 0% eran asiáticos, el 0% eran isleños del Pacífico, el 0% eran de otras razas y el 0% pertenecían a dos o más razas. Del total de la población el 0% eran hispanos o latinos de cualquier raza.